# Gochang

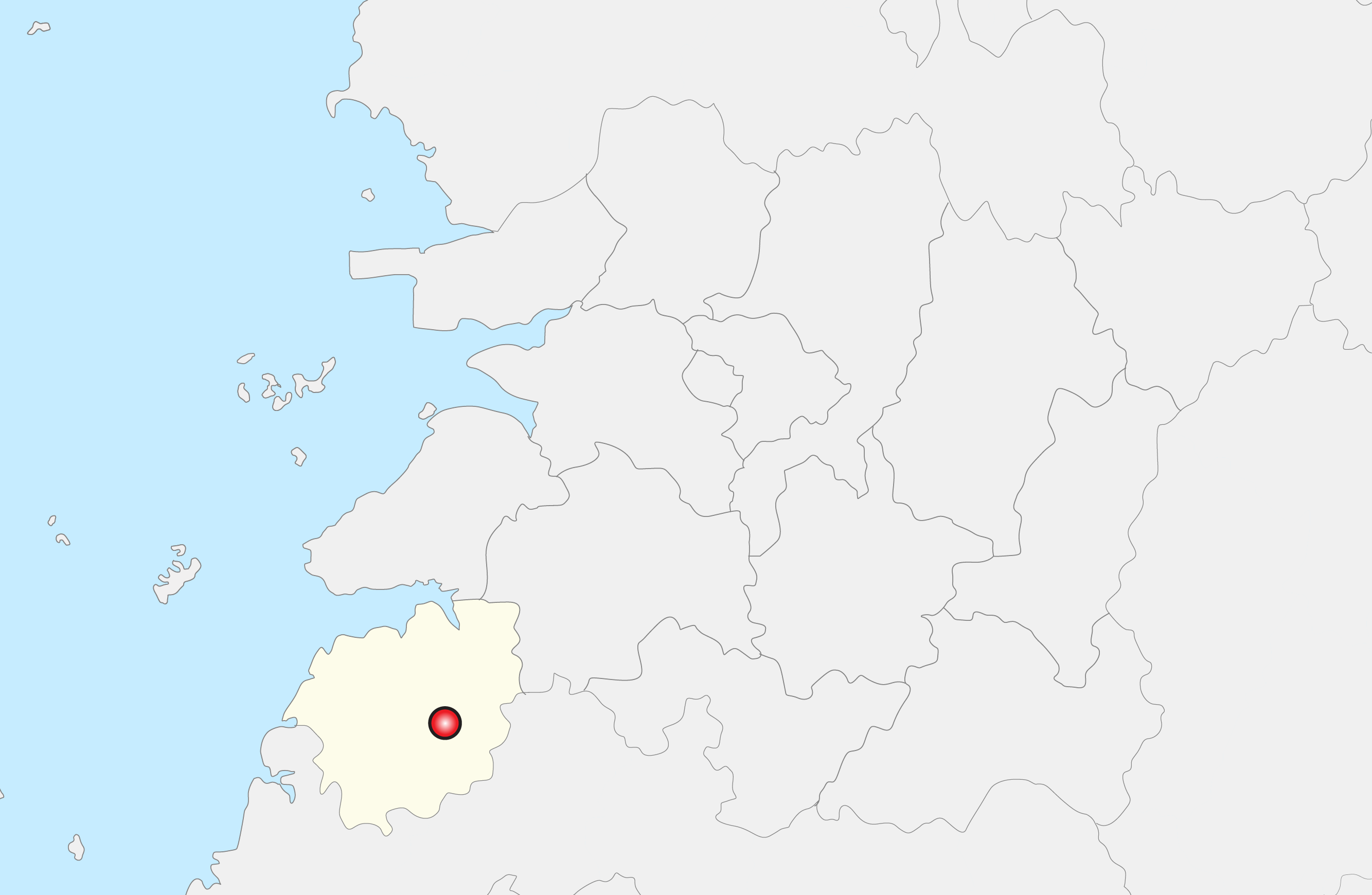
Lage des Landkreises in der Provinz Jeollabuk-do

Der Landkreis Gochang (kor. 고창군, Gochang-gun) befindet sich in der Provinz Jeollabuk-do und grenzt ans Gelbe Meer. Der Verwaltungssitz befindet sich in der Stadt Gochang-eup.

## Administrative Gliederung
- Gochang-eup (고창읍)

- Gosu-myeon (고수면)
- Asan-myeon (아산면)
- Mujang-myeon (무장면)
- Gong-eum-myeon (공음면)
- Sangha-myeong (상하면)
- Haeri-myeon (해리면)
- Seongsong-myeon (성송면)
- Daesan-myeon (대산면)
- Simwon-myeon (심원면)
- Heungdeok-myeon (흥덕면)
- Seongnae-myeon (성내면)
- Sillim-myeon (신림면)
- Buan-myeon (부안면)

## Touristische Ziele
Im Landkreis befinden sich die Dolmenstätten von Gochang, die im Jahre 2000 als Weltkulturerbe in die Liste des UNESCO-Welterbes (Asien und Ozeanien) aufgenommen wurden. In einem Tal liegen 447 unterschiedliche Formen von Dolmen verteilt. Insgesamt sind in Gochang rund 1600 Exemplare zu finden.
1979 wurde um den Berg Seonunsan (336 m) ein Provinzpark eingerichtet, in dem sich der im Jahre 577 gebaute Tempel Seonunsa befindet.
Im östlichen Landkreis befindet sich das im Jahre 1453 fertiggestellte Fort Gochangeupseong, das von einer 1684 m langen Mauer umgeben ist.

## Symbole
Jeder südkoreanische Landkreis hat bestimmte Symbole. Der Landkreis Gochang hat folgende Symbole:
- Baum: Kiefer bzw. Föhre
- Blume: Kamelie
- Vogel: Weiße Taube

## Geschichte
Gochang gilt als die Keimzelle der Donghak-Bewegung, in der sich 22 Hauptakteure der Bewegung geschworen hatten, bis zum letzten Atemzug für ihre Idee zu kämpfen. Nach der endgültigen Zerschlagung der Bewegung im Jahr 1895 durch Regierungstruppen, die Unterstützung durch japanische Truppen erhielten, wurde das damalige Dorf niedergebrannt und ihre Bewohner getötet.